# 중자빈
중자빈(중국어 정체자: 鍾佳濱, 병음: Zhōng Jīabīn, 한자음: 종가빈, 1965년 2월 23일~)은 중화민국의 정치인이다. 2016년 핑둥현 제1, 2선거구의 입법위원으로 당선되었다.